# Grote zon
Grote zon is een werk van Otto Piene (Bad Laasphe, 1928 – Berlijn, 2014) uit 1965. Het doek meet 194,5 × 194,5 cm en behoort tot de collectie van het Koninklijk Museum voor Schone Kunsten Antwerpen.

## Context
Het verlies van de Tweede Wereldoorlog resulteerde in Duitsland in een allesoverheersende nihilistische stemming. Het was dan ook slechts een kwestie van tijd vooraleer een groep zich “ZERO” zou noemen. Dat was in 1957. De oprichters waren Heinz Mack en Otto Piene, twee jonge kunstenaars die samen gestudeerd hadden aan de Kunstacademie van Düsseldorf. Piene, die de bekendste kunstenaar van de stroming zou worden, was degene die de naamkeuze uitlegde. ZERO was het laatste nummer dat men aftelde voordat een raket opsteeg. Bovendien toont de naam ook goed aan dat de kunstenaars helemaal opnieuw wensten te beginnen in de kunst.
Naast Mack en Piene werd Günther Uecker het derde kernlid van de groep. Ze werden later nog vergezeld door Piero Manzoni, Lucio Fontana, Almir Mavignier, Jean Tinguely, Diether Roth, Rafael Soto, Yves Klein en Pol Bury. Allen hadden ze een “wederzijdse ambitie om het experimentele en toekomstgerichte potentieel van de kunst te kunnen herwinnen inde nasleep van de Tweede Wereldoorlog”. De kunstenaars zouden het kunstlandschap radicaliseren. Ze werkten met motoren, metaal, nagels, gescheurde doeken, licht, etc. Bovendien maakte ze van de toeschouwer een deelnemer in hun kunst. “De ZERO-kunstenaars creëerden een opwindend spektakel in een nieuw Europa dat zich herstelde van de oorlog. Artiesten herwonnen mede dankzij de beweging eindelijk hun stem.”

## Beschrijving
Pienes Grote zon is een intense, trillende vlek die op de toeschouwer lijkt af te komen en hem dreigt op te slokken. Door de eenvoudige ronde vorm spreekt de kleur des te meer. De kunstenaar gebruikte vuur en rook, wat ervoor zorgt dat het werk nog lang nazindert.
Pienes oeuvre bevat vanaf de jaren 1960 werken die draaien rond het element vuur. In deze Grote zon uit 1965 voegde de kunstenaar er ook nog rook aan toe. Meer specifiek schilderde hij een zwarte rookcirkel (~zero) rond een wit middelpunt tegen een vuurrode achtergrond. Hierdoor lijkt het alsof de zon het doek verschroeide en het licht er hierdoor kon doorschijnen.
In een catalogus schreef hij begin jaren 1960 het volgende over zijn tentoonstelling Light and Smoke: "...Movement as a continual emancipation of light from the dark itself now became the subject of my work, until, no longer content to allow the light and the dark to be dark, I tackled the dark itself and tried to penetrate it. I wanted to breathe life into it, to deliver it from passivity."

## Referentielijst
- Jeanine Ruymaekers in publieksboekje 'Grand Tour', lerarennocturne KMSKA, 2010.